# Catherine Colonna
Catherine Colonna (Tours, 16 de abril de 1956) es una diplomática y política francesa. Desde el 20 de mayo de 2022 hasta el 11 de enero de 2024, fue ministra de asuntos exteriores en el ejecutivo Borne, bajo la presidencia de Emmanuel Macron.
Portavoz de la presidencia de la República con Jacques Chirac de 1995 a 2004, fue ministra delegada a los Asuntos europeos en el ejecutivo de Dominique de Villepin, de 2005 a 2007.
Posteriormente fue Representante Permanente de Francia ante la UNESCO (2008-2010) y la OCDE (2017-2019), ha sido también Embajadora Extraordinaria y Plenipotenciaria en Italia (2014-2017) y en el Reino Unido (2019-2022).

## Biografía
Nacida a Tours, es hija de un agricultor de origen corso.
Después de haber obtenido un DEA de derecho público en la universidad François-Rabelais de Tours, prosigue sus estudios al Instituto de estudios políticos de París (servicio público), después íntegro la Escuela nacional de administración (ENA) en la promoción Solidaridad (1981-1983).
A su salida de la ENA en 1983, escoge la carrera diplomática. Para su primera plaza al Andén de Orsay está nombrada a la embajada de Francia en Estados Unidos, a Washington, primeramente al servicio político después al servicio de prensa y de información (1983-1986).
A su regreso a París, estuvo a cargo del derecho europeo en el departamento de asuntos jurídicos del Ministerio de Asuntos Exteriores de 1986 a 1988, luego se convirtió en asesora técnica en 1988 del gabinete de Maurice Faure, Ministro de Estado, Ministro de Equipamiento. para François Mitterrand. A mediados de 1989, poco antes de la caída del Muro de Berlín, se incorporó al Centro de Análisis y Previsión del Quai d'Orsay, donde fue responsable de los asuntos europeos en pleno apogeo. Luego se convertiría en una de las portavoces del Quai d'Orsay de 1990 a 1993 en el Departamento de Comunicación e Información del Ministerio de Asuntos Exteriores, luego portavoz adjunta del ministerio después de llegar al Quai d'Orsay. 1993, de Alain Juppé, y su director de gabinete Dominique de Villepin.
En mayo de 1995, Jacques Chirac la nombra su portavoz en el Elíseo. Ocupó este cargo durante más de nueve años. Tras la reelección de Jacques Chirac en 2002, deseando dejar el cargo para redescubrir una de sus pasiones, fue nombrada directora general del Centro Nacional de Cinematografía en septiembre de 2004 , así como vicepresidenta del festival de Cannes.
Pero tras el referéndum sobre Europa y con motivo del cambio de gobierno, el 2 de junio de 2005, fue llamada a asuntos públicos y nombrada Ministra Delegada para Asuntos Europeos en el gobierno de Dominique de Villepin y permanecería así durante dos años hasta el 15 de mayo de 2007. En otoño del mismo año y hasta el verano de 2008, formó parte de la Comisión del Libro Blanco sobre política exterior y europea, dirigida por Alain Juppé.
El 26 de marzo de 2008 fue nombrada Embajadora de Francia ante la UNESCO.
En diciembre de 2010, decidió incorporarse a la firma internacional de comunicación financiera Brunswick como "socia directora" de la oficina de París.
Desde mayo de 2008 es miembro del consejo de administración de la Fundación Chirac, iniciada por el expresidente de la República. También fue vicepresidenta del Consejo Franco-Británico (2009-2014), presidenta de la junta directiva del Centro Internacional de Estudios Educativos (CIEP) de 2008 a 2011 y presidenta de la junta directiva de la Escuela del Louvre de 2010 a 2014. También es miembro del Consejo Cultural de Monnaie de Paris desde 2008.
Se incorporó al Consejo de Supervisión del grupo BPCE de abril a julio de 2014, conservando sus funciones dentro del grupo Brunswick, antes de su nombramiento como embajadora en Roma.
Es embajadora de Francia en Italia entre septiembre de 2014 a septiembre de 2017.
Fue nombrada embajadora, representante permanente de Francia ante la Organización para la Cooperación y el Desarrollo Económicos (OCDE) el 4 de octubre de 2017 en el Consejo de Ministros . El 2 de septiembre de 2019 se convirtió en embajadora de Francia en el Reino Unido. El 25 de noviembre de 2020 fue nombrada por el Consejo de Ministros a la dignidad de embajadora de Francia. Es una de las tres mujeres que han obtenido este reconocimiento con Sylvie Bermann (2019) y Anne-Marie Descôtes (2020).

## Honores y condecoraciones

### Dignidad
- Embajadora de Francia en 2019 .

### Condecoraciones
- Oficial de la Legión de Honor en 2015 (caballero en 2005 ).
- Oficial de la orden nacional del Mérito en 2010 .
- Caballero de la orden de las Artes y les Letras (2005).
- Gran Oficial de la Orden de la Estrella de Italia (2017) .[7]